# 街頭毆鬥

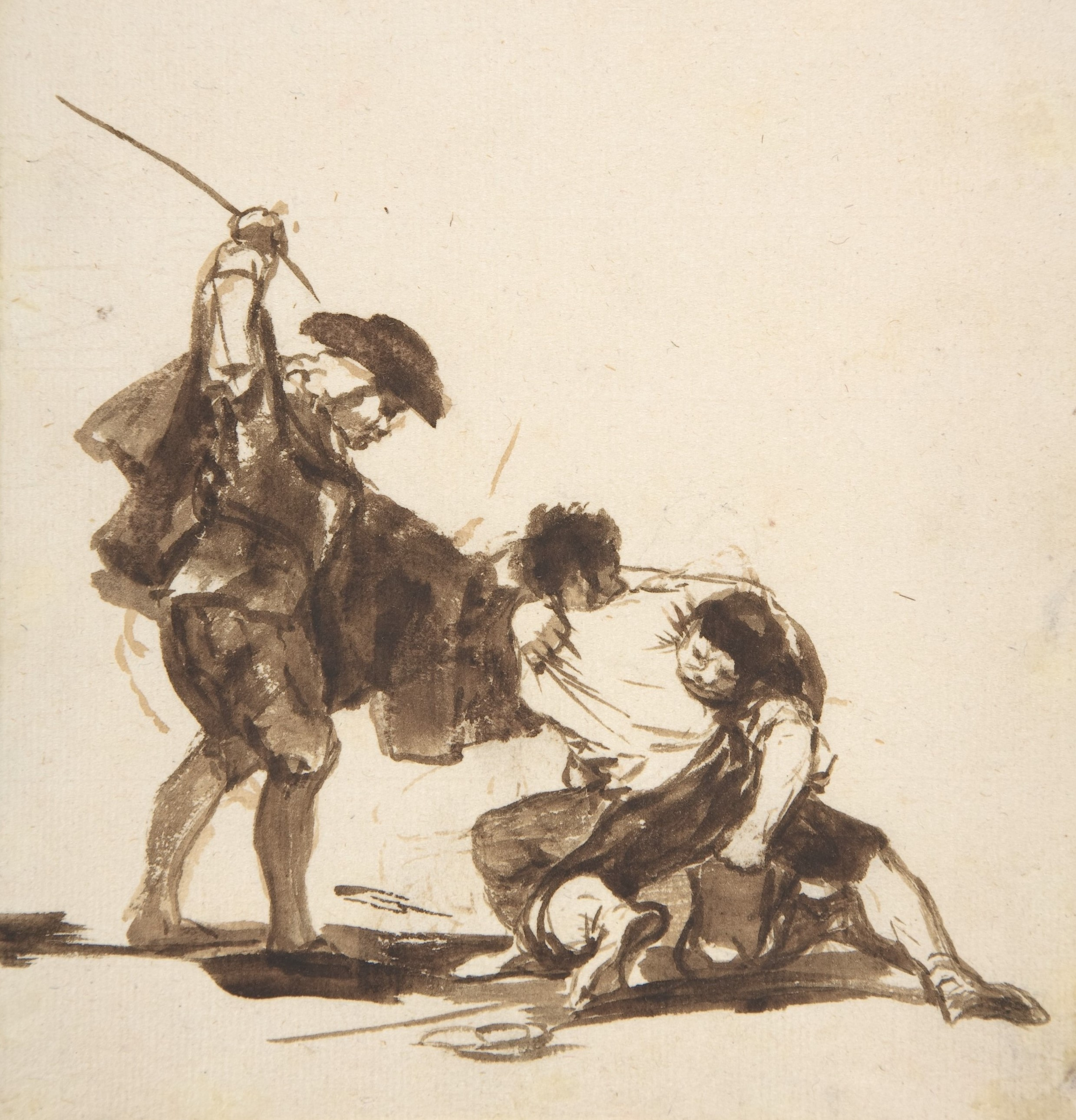
戈雅於1812-20年間所繪的《Man Interfering in a Street Fight》

街頭毆鬥，指在公眾地方單對單或涉及兩個群體的肉搏毆打。街頭毆鬥通常發生於公眾地方，如街頭。而打鬥時會導致嚴重損傷甚至死亡。某些街頭毆鬥亦可能由黑道爭執所引起。
典型的情況可能涉及兩個民眾在酒吧內先而口角，繼而動武。所以要阻止毆鬥發生，最起碼是要在爭吵階段令情況降溫。如果到達毆鬥無可避免的地步，想要逃避的一方可能需要使用些許武力作自衛式防禦以保障自身安全。
在某些武術門派，街頭搏擊與自衛術經常會被混為一談。